# أوكسانا فادييفا
أوكسانا فادييفا (مواليد 16 آذار (مارس) 1975) (نيي كوتش) هي لاعبة كرة طاولة روسيّة.
نافست في فعاليات كرة الطاولة في الألعاب الأولمبية الصيفية 2008، وتجاوزت الدور الأول.نافست في مسابقات فردي السيدات وزوجي السيدات والمختلط في أولمبياد 2004.